# Всеафриканские игры 1987
4-е Всеафриканские игры (англ. The 4th All-Africa Games) прошли с 1 по 12 августа 1987 года в кенийской столице — городе Найроби. В 14 видах спорта участвовали 42 спортсмена.
Начиная с этого розыгрыша, Всеафриканские игры стали проводиться раз в 4 года. Экономические трудности и нестабильная обстановка среди нафриканских народов не позволяли регулярно проводить такие мероприятия. Не обошлось без этого и на этот раз. Изначально запланированные на 1982 год, Игры неоднократно переносились из-за медленной подготовки кенийцев к соревнованиям. Китайцы помогли Кении набрать нужные средства на постройку, но это было сделано слишком поздно, чтобы провести игры по расписанию. Была большая вероятность переноса Игр в Тунис, который хотел организовать игры в 1982, а в Найроби провести игры 1986 года. Однако эта информация была опровергнута, но игры 1982 были отменены, а Найроби должен был провести следующие игры. Но и этих четырёх лет не хватило на постройку спортивной инфраструктуры. После ещё одного года строительства игры наконец прошли в августе 1987. Далее игры больше не переносились.
Факел игр был передан через Найроби, кенийское побережье, кенийские нагорья, а потом вернулся в Найроби, где его перед 80-тысячной публикой, которая собралась в тот день на стадионе Касарани, пронёс будущий олимпийский чемпион по лёгкой атлетике Джон Нгуги
Организационные трудности с жильём и спортивными сооружениями оказались типичными для такого рода соревнований
Египет в последний соревновательный день победил в финале футбольного турнира хозяев игр Кению, что помогло им финишировать в медальном зачёте первыми ещё раз.
На церемонии закрытия произошла передача факела Каиру — столице следующих игр (1991)

## Медальный зачёт
| Позиция | Страна              | Золото | Серебро | Бронза | Всего медалей |
| ------- | ------------------- | ------ | ------- | ------ | ------------- |
| 1       | Египет              | 31     | 22      | 20     | 73            |
| 2       | Тунис               | 28     | 26      | 22     | 76            |
| 3       | Нигерия             | 23     | 16      | 21     | 60            |
| 4       | Кения               | 22     | 25      | 16     | 63            |
| 5       | Алжир               | 13     | 23      | 23     | 59            |
| 6       | Сенегал             | 7      | 2       | 12     | 21            |
| 7       | Эфиопия             | 3      | 5       | 4      | 12            |
| 8       | Гана                | 3      | 3       | 1      | 7             |
| 9       | Уганда              | 3      | 2       | 4      | 9             |
| 10      | Зимбабве            | 2      | 5       | 6      | 13            |
| 11      | Мадагаскар          | 2      | 4       | 2      | 8             |
| 12      | Камерун             | 1      | 1       | 7      | 9             |
| 13      | Кот-Д'Ивуар         | 1      | 1       | 2      | 4             |
| 14      | Маврикий            | 1      | 1       | 0      | 2             |
| 14      | Заир                | 1      | 1       | 0      | 2             |
| 16      | Танзания            | 0      | 2       | 5      | 7             |
| 17      | Конго               | 0      | 2       | 0      | 2             |
| 18      | Руанда              | 0      | 1       | 0      | 1             |
| 19      | Замбия              | 0      | 0       | 3      | 3             |
| 20      | Сейшельские острова | 0      | 0       | 2      | 2             |
| 21      | Малави              | 0      | 0       | 1      | 1             |
| 21      | Чад                 | 0      | 0       | 1      | 1             |
| 21      | Ангола              | 0      | 0       | 1      | 1             |
| 21      | Мозамбик            | 0      | 0       | 1      | 1             |
| 21      | Бурунди             | 0      | 0       | 1      | 1             |
| Всего   |                     | 164    | 159     | 176    | 499           |

## Соревнования

### Баскетбол
- Мужчины: 1. Ангола, 2. Сенегал
- Женщины: 1. Заир

### Волейбол
- Мужчины: 1. Камерун 2. Алжир 3. Нигерия
- Женщины: 1. Египет 2. Кения 3. Маврикий

### Гандбол
- Мужчины: 1. Алжир 2. Конго 3. Египет
- Женщины: 1. Кот-Д’Ивуар 2. Конго 3. Камерун

### Лёгкая атлетика
В легкоатлетических соревнованиях трое спортсменов (среди них 2 женщины) выиграли более одного соревнования. Ими были:
- Селина Чирчир (Ж) — Кения, 800 м, 1500 м.
- Мария Усифо (Ж) — Нигерия, 100 м с барьерами, 400 м с барьерами
- Адевал Олукою (М) — Нигерия, толкание ядра, метание диска

Также сборная Нигерии выиграла все 4 проведенные эстафеты (4×100 и 4х400 у мужчин и женщин)
Были добавлены новые женские дисциплины. Это забеги на 3000 м, 10000 м, 400 м с барьерами и ходьба по легкоатлетической дорожке (то есть по стадиону) на 5000 м. Кроме того, пятиборье было заменено семиборьем.

### Тхэквондо
Соревнования по тхэквондо прошли с 1 по 4 августа в Мемориальном Дворце Десаи. Победителями у мужчин были:
| Весовая категория | Победитель     | Гражданство |
| ----------------- | -------------- | ----------- |
| Fin               | Энтони Менса   | Гана        |
| Fly               | Джон Кариуки   | Кения       |
| Ban               | Джон Фафоли    | Лесото      |
| Fea               | Молизе Тау     | Лесото      |
| Lig               | Доминик Ким    | Нигерия     |
| Wel               | Осборн Куненей | Свазиленд   |
| Mid               | Энтони Илюхор  | Нигерия     |
| Hea               | Пий Илюхор     | Нигерия     |

### Футбол
Футбольный турнир выиграла сборная Египта. Это был первый футбольный турнир на Всеафриканских играх, где в нём не побеждал хозяин игр. Кения на этот раз дошла до финала. Малави взяло свою первую медаль данных Игр

### Хоккей на траве
На играх 1987 года прошёл первый турнир по хоккею на траве. Соревнования прошли на
- Мужчины:

| Место | Страна   |
| ----- | -------- |
| 1     | Кения    |
| 2     | Зимбабве |
| 3     | Египет   |
| 4     | Гана     |
| 5     | Танзания |
| 7     | Замбия   |